# 野口博一
野口 博一（のぐち ひろいち、英語: Hiroichi Noguchi、1992年1月27日 - ）は、日本の元フィギュアスケート選手（アイスダンス、男子シングル）、実業家。岡谷酸素代表取締役社長。長野県諏訪市出身。長野県諏訪清陵高等学校卒業。明治大学法学部卒業。血液型はB型。

## 経歴
10歳の時から地元長野県でフィギュアスケートをはじめる。長野県諏訪清陵高等学校卒業後、明治大学に進学し、2010年5月、第38回関東学生フリースケーティング選手権大会7、8級男子（男子シングル）の部9位などの成績を残すも、アイスダンスに転向。
2012-13シーズン、杉木奈々と組んで全日本ジュニア選手権で優勝する。その後、杉木とはパートナーシップを解消する。
2014-15シーズン、新しいパートナー村元哉中と組み、日本スケート連盟のアイスダンス強化選手Bに指定される。初の国際大会となるタリントロフィーで4位に入り、初出場となった全日本選手権で3位に入る。代表に選出されたユニバーシアードには出場せず、村元とのカップルを解消した。
2017年明治大学法学部卒業。同年エフエスユニ入社。2021年同社を退社。同年岡谷酸素に入社し取締役に就任。2023年1月20日付で同社代表取締役社長に就任。

## 主な戦績
- 2012-13シーズンは杉木奈々とのカップル。
- 2014-15シーズンは村元哉中とのカップル。

| 大会/年          | 2012-13 | 2014-15 |
| ---------------- | ------- | ------- |
| 全日本選手権     |         | 3       |
| タリントロフィー |         | 4       |
| 全日本Jr.選手権  | 1       |         |

### 詳細
| 2014-2015 シーズン    |                                              |         |         |          |
| 開催日                | 大会名                                       | SD      | FD      | 結果     |
| 2014年12月25日 - 28日 | 第83回全日本フィギュアスケート選手権（長野） | 3 50.90 | 3 77.38 | 3 128.28 |
| 2014年12月3日 - 7日   | 2014年タリントロフィー（タリン）             | 4 50.33 | 4 77.41 | 4 127.74 |

## プログラム使用曲
| シーズン  | SD                                                                  | FD                                                             |
| --------- | ------------------------------------------------------------------- | -------------------------------------------------------------- |
| 2014-2015 | Dame Tu Fuerza/Toque Torero 振付：アーロン・ロウ メーガン・ウィング | 映画『バーレスク』より 振付：アーロン・ロウ メーガン・ウィング |

| シーズン  | SP                                | FS                                 |
| --------- | --------------------------------- | ---------------------------------- |
| 2011-2012 | 007 振付：中田誠人                | clash of the titans 振付：中田誠人 |
| 2010-2011 | 007 振付：中田誠人                | RED CLIF/GOEMON 振付：西田美和     |
| 2009-2010 | Pathetique 振付：大島淳・村田光弘 | RED CLIF/GOEMON 振付：西田美和     |
| 2008-2009 | 悲愴 振付：大島淳                 | 幻想即興曲 振付：村田光弘          |
| 2007-2008 | 禿山の一夜                        | 幻想即興曲 振付：村田光弘          |